# Jean-Nicolas Huyot
Pour les articles homonymes, voir Huyot.
Jean-Nicolas Huyot (1780-1840), est un architecte français. Il participe à la construction de l'arc de triomphe de l'Étoile.

## Biographie
Jean-Nicolas Huyot naît à Paris le 25 décembre 1780. Attiré par les arts, il devient l'élève d'Antoine Peyre à l'Académie royale d'architecture. Il remporte en 1807 le Premier Grand prix de Rome pour l'architecture.
Huyot voyage en Asie Mineure, en Égypte et en Grèce entre 1817 et 1821. Il part de Toulon avec le comte de Forbin, les peintres Pierre Prévost et Léon Mathieu Cochereau. Il se casse la jambe en septembre 1817, le surlendemain de son arrivée à Milo, ce qui le laisse alité plusieurs mois. Il fait parvenir à Champollion une collection d'inscriptions qu'il a relevées dans le temple de Ramsès II à Abou Simbel, l'aidant ainsi à déchiffrer les hiéroglyphes. Il est élu membre de l'Académie des beaux-arts de l'Institut de France en 1822 où il occupe la chaire d'histoire de l'architecture. Il enseigne l'histoire de l'art en architecture à l'école des beaux-arts de Paris
Jean-Nicolas Huyot meurt à Paris, le 2 août 1840. Il lègue à la Bibliothèque nationale une importante collection de dessins et de plans. Il est inhumé au cimetière du Père-Lachaise (8e division).

## Œuvre
Jean-Nicolas Huyot a participé à la construction de l'Arc de Triomphe sur les plans de Jean-François-Thérèse Chalgrin, décédé en 1811. Il est d'abord l'adjoint de l'architecte Louis-Robert Goust avant d'être seul après sa démission en 1829. Ne pouvant apporter de modifications au projet, pour des questions de coûts, il démissionne de ce poste en 1832, remplacé par Blouet. En 1835, sous la Monarchie de Juillet, il est chargé de rédiger un projet d’agrandissement et d’isolement de la Conciergerie dans un nouveau Palais de justice afin d’en faire un édifice majestueux permettant de recevoir tous les services judiciaires et la Préfecture de police. Le projet est accepté et sanctionné par l'ordonnance royale du 26 mai 1840. Il meurt au début de ce projet, qui se poursuit jusqu'au Second Empire sous la direction de Joseph-Louis Duc et Étienne-Théodore Dommey. Il fait le premier projet de la basilique Sainte-Clotilde en 1827. Le projet tombe dans l'oubli avant d'être relancé en 1833 par le nouveau préfet Rambuteau, qui le confie à François-Christian Gau, lequel réalise un nouveau projet néo-gothique.

## Élèves
- Louis-Jules André